# Frank-Peter Roetsch
Frank-Peter Roetsch (* 19. April 1964 in Güstrow) ist ein ehemaliger deutscher Biathlet. Er ist einer der erfolgreichsten Athleten in der Geschichte dieser Sportart.

## Sportkarriere
Frank-Peter Roetsch ist der Sohn eines Bergmanns. Er besuchte zwischen 1970 und 1982 die Polytechnische Oberschule und später die Kinder- und Jugendsportschule, die er mit dem Abitur abschloss. Zunächst war er Nordischer Kombinierer, hierbei folgte er seinem älteren Bruder Thomas, der es in der Sportart bis zum DDR-Jugendmeister brachte. Beide liefen für Stahl Altenberg. Weil er jedoch zunächst nicht sehr laufstark war und nicht in die KJS aufgenommen wurde, wechselte er 1978 zum Biathlon und zum Verein SG Dynamo Zinnwald, wo sein Vater zu der Zeit als Leiter des Trainingszentrum wirkte. Hier stellten sich schnell Erfolge ein. 1979 und 1981 wurde Roetsch Spartakiadesieger, 1981 und 1982 Juniorenweltmeister in der Staffel. Seit 1982 war er bei der Volkspolizei beschäftigt und erlangte dort bis zur Wende den Rang eines Hauptmannes. Zudem trat er in die SED ein.
Roetschs Debüt im Männerbereich erregte Aufsehen. Er machte sein erstes Rennen im Rahmen der Biathlon-Weltmeisterschaften 1983 und gewann hinter Frank Ullrich die Silbermedaille im Einzel. Im Sprint verpasste er als Vierter eine zweite Medaille um knapp fünf Sekunden. Die zweite Medaille gewann er mit Ullrich, Mathias Jung und Matthias Jacob als Schlussläufer in der Staffel hinter dem Team aus der Sowjetunion. Bei den DDR-Meisterschaften gewann Roetsch den Titel im Sprint. Dies war der Auftakt für eine überragende Karriere. In der Saison 1983/84 gewann er nicht nur den Gesamtweltcup, sondern auch die Silbermedaille im Einzel bei den Olympischen Winterspielen 1984 in Sarajevo. Eine weitere Medaille im Staffelrennen verpasste Roetsch als Viertplatzierter, im Sprint kam er auf den siebten Platz. 1985 wiederholte er den Gewinn des Gesamtweltcups und wurde in Einzel, Sprint und mit der Staffel DDR-Meister. Die Biathlon-Weltmeisterschaften 1985 in Ruhpolding brachten mit dem Sieg im Sprint den ersten internationalen Titel. Im Einzel gewann er hinter Juri Kaschkarow ebenso Silber wie mit Jacob, Ralf Göthel und André Sehmisch im Staffelwettbewerb. Frank-Peter Roetsch war der erste Biathlet, der bei seinen Skiern auf Steigwachs verzichtete und die Skatingtechnik anwendete. Dadurch konnte er 1985 beim Weltcup in Oberhof auf der Sprintdistanz trotz sieben Schießfehlern den 4. Platz belegen.
Roetsch setzte seine Karriere auf höchstem Niveau fort, wenngleich die Saison 1985/86 nicht ganz die Erfolge der Vorjahre brachte. Den Gesamtweltcup gewann André Sehmisch, Roetsch kam nicht unter die besten drei Plätze. Auch die Biathlon-Weltmeisterschaften 1986 in Oslo brachten weder im Sprint mit Rang acht noch im Einzel mit Platz 23 Medaillen. Diese gewann er mit Jürgen Wirth, Sehmisch und Jacob im Staffelwettbewerb mit der Silbermedaille hinter der Mannschaft der UdSSR. Zurück in die Erfolgsspur kam Roetsch 1987. Er gewann zum dritten und letzten Mal die Gesamtweltcupwertung. Bei den Weltmeisterschaften in Lake Placid gewann er alle drei möglichen Titel. Auch auf nationaler Ebene gewann er die Titel im Einzel und im Sprint. 1987 begann er ein Sportstudium an der Deutsche-Hochschule-für-Körperkultur-Außenstelle Dresden. Die folgende Saison brachte den größten Erfolg Roetschs. In Calgary, wo er bei der Eröffnung der Olympischen Winterspiele Fahnenträger der DDR-Delegation war, holte er sowohl den Titel im Einzel als auch im Sprint. Er war damit der erste Biathlet, dem es gelang, beide Einzeltitel zu gewinnen. Mit der Staffel erreichte er als Fünftplatzierter jedoch ein enttäuschendes Ergebnis.
1989 nahm Roetsch zum fünften Mal bei Weltmeisterschaften teil. Mit den Plätzen fünf im Sprint und acht im Einzel erreichte er nochmals sehr gute Resultate. In der Staffel gewann er mit Frank Luck, Sehmisch und Birk Anders seinen letzten internationalen Titel. Die Wendezeit brachte einige Veränderungen für Roetsch mit sich. Er beendete sein Sportstudium ohne Abschluss und begann zum Beginn des Jahres 1991, als Handelsvertreter einer Firma für Bürobedarf in Ansbach zu arbeiten. In Lahti lief er 1991 seine letzten Weltmeisterschaften und erreichte mit den Plätzen sieben im Einzel und vier mit der Mannschaft nochmals sehr gute Resultate. Seine dritten und letzten Olympischen Winterspiele 1992 waren zugleich Roetschs letztes Großereignis. Im Einzel erreichte er nur einen unbefriedigenden 53. Rang, im Sprint zeigte er als Neunter nochmals seine Klasse. Nach der Saison beendete er seine internationale Karriere.
Roetsch ist verheiratet und hat zwei Söhne. Er wohnt derzeit in Dresden und arbeitet als freier Handelsvertreter im Bereich Sportmarketing. Zeitweise arbeitete er als Co-Kommentator für Eurosport.

## Auszeichnungen
- 1984 Vaterländischer Verdienstorden in Silber
- 1986 Vaterländischer Verdienstorden in Gold
- 1988 Ehrenspange zum Vaterländischen Verdienstorden in Gold

## Biathlon-Weltcup-Platzierungen
Die Tabelle zeigt alle Platzierungen (je nach Austragungsjahr einschließlich Olympische Spiele und Weltmeisterschaften).
- 1.–3. Platz: Anzahl der Podiumsplatzierungen
- Top 10: Anzahl der Platzierungen unter den ersten zehn (einschließlich Podium)
- Punkteränge: Anzahl der Platzierungen innerhalb der Punkteränge (einschließlich Podium und Top 10)
- Starts: Anzahl gelaufener Rennen in der jeweiligen Disziplin

| Platzierung                   | Einzel | Sprint | Verfolgung | Massenstart | Team | Staffel | Gesamt |
| ----------------------------- | ------ | ------ | ---------- | ----------- | ---- | ------- | ------ |
| 1. Platz                      | 3      | 3      |            |             |      | 2       | 8      |
| 2. Platz                      | 3      | 2      |            |             |      | 3       | 8      |
| 3. Platz                      |        | 1      |            |             |      |         | 1      |
| Top 10                        | 10     | 13     |            |             | 1    | 7       | 31     |
| Punkteränge                   | 11     | 13     |            |             | 1    | 7       | 32     |
| Starts                        | 12     | 13     |            |             | 1    | 7       | 33     |
| Stand: (Daten nicht komplett) |        |        |            |             |      |         |        |